# Oficina Nacional de Asesoramiento Científico
L'Oficina Nacional d'Assessorament Científic (ONAC) és l'òrgan de la Presidència del Govern d'Espanya, adscrit a la Secretaria General de Polítiques Públiques, Afers Europeus i Prospectiva Estratègica, que té com a objectiu establir i coordinar mecanismes institucionals per a l'assessorament científic al Govern de la Nació i els seus organismes en la presa de decisions i en l'elaboració de polítiques públiques. El seu director és Josep Lobera.
Es va establir per Reial Decret 158/2024, de 8 de febrer, i va ser presentada oficialment pel president del Govern, Pedro Sánchez, el 20 de juny d'aquell any, establint els quatre eixos de treball de l'organisme: Assessors científics, estades de recerca, beques per a la investigació aplicada i una unitat de suport. També es crea una unitat de suport, amb seu al Consell Superior d'Investigacions Científiques (CSIC), responsable de connectar les necessitats del Govern amb el talent i el coneixement que es genera a universitats i centres de recerca.